# 南貝里 (英國國會選區)
南貝里（英語：Bury South），英國國會一自治市選區，位於英格蘭大曼徹斯特郡貝里都市自治市南部。創設於1983年。
該區議席1997年前由保守黨佔據，以後屬工黨。2010年大選中工黨的艾雲·劉易斯以40.4%選票勝出，三度連任成功。2019年被保守黨收復。